# Aéroport de Baruun-Urt
L'aéroport de Baruun-Urt (code IATA : UUN • code OACI : ZMBU) est un aéroport public situé à Baruun-Urt, la capitale de la province de Sükhbaatar en Mongolie.
Une seule compagnie aérienne exerce sur place, et rallie la capitale, Oulan-Bator : la MIAT Mongolian Airlines, la compagnie aérienne nationale.
En 2005, selon la MCAA (Civil Aviation Administration of Mongolia), 2500 passagers ont transité par l'aéroport.

## Voir également
| Altai Arvaikheer Bayankhongor Bulgan Oulan-Bator · -Gengis Khan Choibalsan Dalanzadgad Donoi Khanbumbat Khovd Mandalgovi Mörön Oulan-Bator Ovoot Tavan Tolgoi Ulaangom Ölgii |

- Liste des aéroports de Mongolie
- Liste des compagnies aériennes de Mongolie